# Жуков, Константин Николаевич (архитектор)
Константи́н Никола́евич Жу́ков (укр. Костянтин Миколайович Жуков; 1873, Российская империя — 7 марта 1940, Харьков, Украинская ССР) — российский и советский архитектор, профессор, приверженец украинского архитектурного модерна.

## Биография
В 1897 году окончил Московское училище живописи, ваяния и зодчества.
С 1897 по 1900 год, по приглашению К. А. Савицкого, преподавал в Пензенском художественном училище. В 1899 году от училища был направлен в трёхмесячную командировку для ознакомления с постановкой образования в Германии, Франции, Швейцарии и Италии.
В 1904 году переехал в город Харьков, что связано с победой в конкурсе проектов по строительству в Харькове здания для Городской школы рисунка и живописи. Работал руководителем художественных дисциплин (рисунок, композиция) в школе печатного дела.
В ноябре 1912 года стал членом вновь образованного Украинского художественно-архитектурного отдела (в отдел входили художники — С. И. Васильковский, М. А. Беркос, Н. С. Самокиш и другие) при Харьковском литературно-художественном кружке. Задачей отдела считалось продолжение и развитие украинских и южно-русских художественных традиций.
С 1918 года был председателем местных комитетов школ города Харькова; с 1920 по 1925 год — член Харьковского горсовета; с 1925 по 1926 год — член Харьковского окружного Правления союза работников просвещения; с 1929 по 1932 год — член правления групкома этого же союза. Активно работал в Союзе советских архитекторов Украины как член украинского и харьковского областного правлений.
С 1924 по 1937 год работал в Харьковском художественном институте, где преподавал перспективу на живописном факультете, руководил проектированием и преподавал архитектурные формы и начертательную геометрию на архитектурном факультете (в 1925 году проживал по адресу: ул. Примеровская, 23). С 1935 года руководил в институте архитектурным проектированием, преподавал архитектурные формы и одновременно учил студентов полиграфическому искусству — графике. В 1937 году был уволен от преподавательской деятельности «… за приверженность украинскому модерну». В последние годы заведовал архитектурным кабинетом в харьковской организации Союза советских архитекторов.
Погиб 7 марта 1940 года (зарезан неизвестными в трамвае).

## Творчество
По его проектам построен ряд зданий на Южном берегу Крыма (1904—1910 годы), в Харькове и в других городах. Также бывшее реальное училище, Волчанско-Шевченковская школа, клуб работников просвещения и другие здания.
Сооружения
- Реальное училище (1911—1913)
- Художественное училище (1911—1913, ул. Краснознамённая)
- Дом учителя (1920-е, в стиле конструктивизма)
- Павильон со стороны Мироносицкого сквера (1920-е, необарокко)
- Жилые дома в Волчанском пов. (1912—1916) — не сохранились.
- Дача Кулижанского в с. Померках — не сохранилась.
- Дом Базекевича под с. Кобеляками (теперь город Полтавской обл.) — не сохранился.